# Cámara de Representantes de Trinidad y Tobago
La Cámara de Representantes es la cámara baja, que junto al Senado conforman al Parlamento de Trinidad y Tobago que es el órgano que ostenta el poder legislativo del país.

## Sistema electoral
La Cámara de Representantes consta de 41 escaños elegidos por voto popular directo mediante escrutinio mayoritario uninominal por mandatos de cinco años, pero la legislatura puede ser disuelta de modo anticipado por el presidente de la República para llamar a elecciones anticipadas, por consejo del primer ministro.

## Elección del gobierno
Después de una elección, la persona que comanda el apoyo de la mayoría de los miembros de la Cámara es nombrada Primer Ministro y se le pide que forme un gobierno. A su vez, el líder de la segunda mayor bancada parlamentaria ejerce como líder de la oposición.

## Aumento de escaños
Se agregaron cinco circunscripciones en las elecciones de 2007; solo había 36 distritos electorales antes de 2007, ahora hay 41. 

## Presidente de la Cámara
La actual presidente de la Cámara de Representantes es Jagdeo Singh quien fue elegido el 23 de mayo de 2025, son elegidos por los miembros de la Cámara de Representantes y puede ser uno de los 41 miembros elegidos o ser de fuera. Esto tiene implicaciones para el cálculo de los votos de mayoría especial (42 miembros en lugar de 41 si es elegido un presidente de fuera de la Cámara).

## Edificio del Parlamento
Actualmente realiza sus sesiones en la Torre D, Centro Internacional de la Costanera en Puerto España debido a que la sede oficial, la Casa Roja, está en proceso de restauración.